# Łomnica-Zdrój

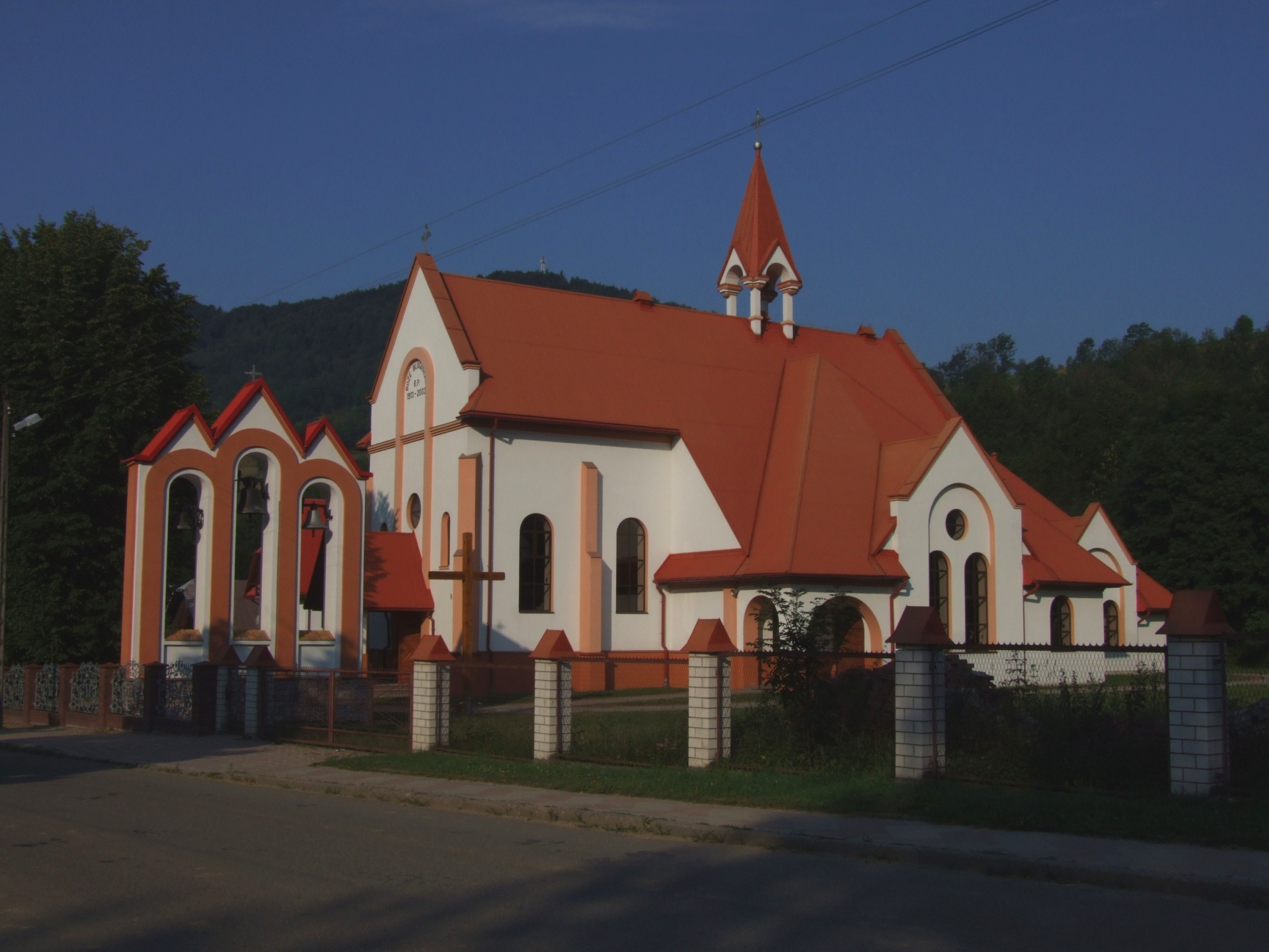
Ortskirche

Łomnica-Zdrój ist eine Ortschaft mit einem Schulzenamt der Gemeinde Piwniczna-Zdrój im Powiat Nowosądecki der Woiwodschaft Kleinpolen in Polen.

## Geographie
Der Ort liegt an der Mündung des Bachs Łomniczanka in den Poprad in den Sandezer Beskiden. Die Nachbarorte sind die Stadt Piwniczna-Zdrój im Westen, Kokuszka im Nordwesten, Złotne, Barnowiec und Składziste im Norden, Wierchomla Wielka im Osten, sowie Mníšek nad Popradom in der Slowakei im Süden.

## Geschichte
Das Dorf bestand schon im Jahr 1348 und wurde im Gründungsprivileg der Stadt Piwniczna (Piwniczna-Zdrój) aus diesem Jahr erwähnt. 1570 wurde das Dorf Lomnicza laut dem Privileg des Königs Sigismund II. August an anderer Stelle neugegründet, während das Łomnica Antiqua, später Majerz (nad Popradem) befand sich innerhalb der Stadt Piwniczna. Das ethnisch-polnische Dorf im Kreis Sącz der Woiwodschaft Krakau lag an der westlichen Grenze des Lemkenlands, das im Osten hinter dem Berg Kiczera in Wierchomla Wielka begann.
Bei der Ersten Teilung Polens kam Łomnica-Zdrój 1772 zum neuen Königreich Galizien und Lodomerien des habsburgischen Kaiserreichs (ab 1804).
1918, nach dem Ende des Ersten Weltkriegs und dem Zusammenbruch der k.u.k. Monarchie, kam Łomnica-Zdrój zur Zweiten Polnischen Republik. Im Zweiten Weltkrieg gehörte es zum Distrikt Krakau im Generalgouvernement.
Der kleine Kurort entwickelte sich nach dem Jahr 1910. 1924 wurde ein Badehaus eröffnet.
Von 1975 bis 1998 gehörte Łomnica-Zdrój zur Woiwodschaft Nowy Sącz.